# Жан Галлон
Жан Галлон (фр. Jean Gallon; 25 червня 1878, Париж — 23 червня 1959, Париж) — французький композитор і музичний педагог. Брат Ноеля Галлона.
Закінчив Паризьку консерваторію. У 1906—1914 рр. займав посаду хормейстера при Оркестрі концертного товариства Паризької консерваторії, на цій посаді домігся вражаючих успіхів, які, однак, не вплинули на становище хору (яке невпинно погіршувалось) в концертній діяльності під патронажем консерваторії. Рівночасно в 1909—1914 рр. хормейстер Паризької опери.
Найбільш відомий як керівник класу гармонії в Паризькій консерваторії в 1919—1948 рр. Через цей клас пройшли багато видатних французьких музикантів, і багато хто так чи інакше були вдячні Галлонові — зокрема, Олів'є Мессіан, імпровізаційні здібності якого високо оцінив Галлон та направив для подальшого навчання в органний клас Марселя Дюпре, що зіграло в подальшій кар'єрі композитора важливу роль. У 1949 році, до 30-річчя педагогічної роботи Галлона, безліч його колишніх учнів взяли участь у створенні колективної праці під назвою «Шістдесят чотири уроки гармонії, піднесених Жану Галлону його учнями» (фр. Soixante-quatre leçons d'harmonie offertes en hommage à Jean Gallon par ses élèves); збірку складали мініатюрні п'єси дидактичного призначення, найбільшою популярністю досі користується п'єса Моріса Дюрюфле, яка навіть увійшла в концертний репертуар під назвами «Поставлений голос» (фр. Chant Donné) або «Посвята Жану Галлону» (фр. Hommage à Jean Gallon); зазначалося, що викладацька манера самого Дюрюфле багато в чому сформувалася під впливом Галлона.